# Hammaptera undulosa
Hammaptera undulosa är en fjärilsart som beskrevs av W. Warren 1907. Hammaptera undulosa ingår i släktet Hammaptera och familjen mätare. Inga underarter finns listade i Catalogue of Life.